# Антонова, Татьяна Викторовна
Татьяна Викторовна Антонова — советская пловчиха в ластах.

## Карьера
В юности Татьяна Антонова тренировалась в Горьком у Валерия Бабанина.
Участвуя в первом чемпионате мира, стала чемпионкой на дистанциях 200, 400, 800 и 1500 метров в ластах, а также стала чемпионкой в малой эстафете. Была признана лучшей спортсменкой турнира.
Многократный чемпион и призёр чемпионатов Европы, СССР.
В 1981 году закончила в Ленинграде Государственный ордена Ленина и ордена Красного Знамени Институт физической культуры им. П.Ф. Лесгафта.
На тренерской работе воспитала: 9 кандидатов в мастера спорта  России, 20 перворазрядников, бронзовых призёров первенства России по марафонским заплывам в ластах  2004, 2005, 2006, 2009, 2010, 2011 гг., бронзовых призёров чемпионата России по марафонским заплывам 2013 года, серебряного призёра Первенства Мира, мастера спорта России Инку Орлову и бронзового призёра чемпионата России мастера спорта Яцышена Алексея.
В настоящее время — председатель Нижегородской федерации подводного спорта.
Кавалер орденов «Знак Почёта» (1977) и «За заслуги перед Отечеством» (2008). Награждена Почётной грамотой Министерства спорта и молодёжной политики РФ, медалью «За вклад в подводную деятельность» (2009), общественной наградой «Медаль трижды Героя Советского Союза А. И. Покрышкина» (2000).
Удостоена звания «Заслуженный мастер спорта СССР».